# Nikita Witiugow
Nikita Kiriłłowicz Witiugow, ros. Никита Кириллович Витюгов (ur. 4 lutego 1987 w Leningradzie) – rosyjski szachista, arcymistrz od 2007 roku. Od sierpnia 2023 oficjalnie reprezentuje Anglię.

## Kariera szachowa
W latach 1997–2007 wielokrotnie startował w mistrzostwach Rosji juniorów we wszystkich kategoriach wiekowych, w 2005 r. zdobywając tytuł mistrza kraju do 18 lat, w 2006 r. dzieląc I m. (wspólnie z Borysem Graczewem) w kategorii do 20 lat, natomiast w 2007 r. w tej samej grupie zajmując II m. (za Iwanem Popowem). Dzięki m.in. tym sukcesom, czterokrotnie reprezentował Rosję na mistrzostwach świata i Europy juniorów, na których zdobył dwa srebrne medale: w 2005 r. w Hercegu Novim (ME do lat 18) oraz w 2006 r. w Erywaniu (MŚ do lat 20). 
Reprezentant Rosji w turniejach drużynowych, m.in.:
- na olimpiadzie szachowej (w roku 2010)[4],
- trzykrotnie na drużynowych mistrzostwach świata (w latach 2010, 2011, 2013); pięciokrotny medalista: wspólnie z drużyną – dwukrotnie złoty (2010, 2013) oraz indywidualnie – dwukrotnie złoty (2010 – na VI szachownicy, 2011 – na V szachownicy) i brązowy (2013 – na V szachownicy)[5].

Normy na tytuł arcymistrza wypełnił w 2004 r. (Sankt Petersburg, memoriał Michaiła Czigorina, II m. za Siergiejem Iwanowem) i 2006 r. (Sankt Petersburg, turniej Rector Cup, I m. oraz Sewan, turniej Blue Sevan, I m.).
Do jego innych sukcesów indywidualnych należą:
- 2002 – I m. w Sankt Petersburgu (memoriał Michaiła Botwinnika),
- 2005 – dz. I m. w Sankt Petersburgu (turniej White Nights, wspólnie z Denisem Jewsiejewem),
- 2007 – start w Pucharze Świata w Chanty-Mansyjsk (porażka w I rundzie z Konstantinem Sakajewem)[6]; VI m. w finale indywidualnych mistrzostw Rosji w Moskwie,
- 2008 – dz. I m. w Rønne (wspólnie z Borysem Sawczenko), I m. w Sierpuchowie (Puchar Rosji),
- 2009 – brązowy medal w indywidualnych mistrzostwach Rosji, rozegranych w Moskwie,
- 2011 – dz. I m. w turnieju Aerofłot Open w Moskwie (wspólnie z Lê Quang Liêmem i Jewgienijem Tomaszewskim),
- 2013 – dz. I m. w turnieju Gibraltar Chess Festival (wspólnie z Nigelem Shortem, Maximem Vachierm-Lagrave i Sandipanem Chandą).

Najwyższy ranking w dotychczasowej karierze osiągnął 1 listopada 2019 r., z wynikiem 2751 punktów zajmował wówczas 19. miejsce na światowej liście FIDE, jednocześnie zajmując 5. miejsce wśród rosyjskich szachistów.